# Tame Yourself
Tame Yourself fue un álbum editado por Rhino en abril de 1991 a beneficio de la organización ecológica PETA.
El álbum fue lanzado en 1991 y participaron varias figuras destacadas como Erasure, Michael Stipe de R.E.M., Howard Jones, Lene Lovich, Belinda Carlisle, K.d. lang, The Pretenders y Nina Hagen, entre otros.

## Lista de temas
| #   | Título                              | Artista                      |
| --- | ----------------------------------- | ---------------------------- |
| 1.  | «Don't Be Part of It»               | Howard Jones                 |
| 2.  | «Tame Yourself»                     | Raw Youth                    |
| 3.  | «I'll Give You My Skin»             | Indigo Girls y Michael Stipe |
| 4.  | «Damned Old Dog»                    | k.d. lang                    |
| 5.  | «Quiche Lorraine» (vivo)            | The B-52's                   |
| 6.  | «Slaves»                            | Fetchin' Bones               |
| 7.  | «Born for a Purpose»                | The Pretenders               |
| 8.  | «Don't Kill The Animals» ('91 Mix)  | Nina Hagen y Lene Lovich     |
| 9.  | «Fur»                               | Jane Wiedlin                 |
| 10. | «Asleep Too Long»                   | The Goosebumps               |
| 11. | «Rage»                              | Erasure y Lene Lovich        |
| 12. | «Bless the Beasts and the Children» | Belinda Carlisle             |
| 13. | «Across the Way»                    | Aleka's Attic                |
| 14. | «Do What I Have to Do»              | Exene Cervenka               |

## Edición limitada
También se editó un vinilo 12" de edición limitada, con remezclas llamada "Housebroken Dance Mixes".
| #  | Título                                  | Artista                  |
| -- | --------------------------------------- | ------------------------ |
| 1. | «Don't Be Part of It» (Moo Mix)         | Howard Jones             |
| 2. | «Don't Be Part of It» (Dub)             | Howard Jones             |
| 3. | «Fur» (Faux Version)                    | Jane Wiedlin             |
| 4. | «Rage»                                  | Erasure y Lene Lovich    |
| 5. | «Rage»                                  | Erasure y Lene Lovich    |
| 6. | «Don't Kill the Animals» (Rescue Remix) | Nina Hagen y Lene Lovich |

## Créditos
- Diseño de arte: Lawrence y Beavan
- Masterizado por: Bill Inglot, Ken Perry
- Fotografía de tapa: Chip Simons[1][2]